# Neoprivesa fuscovaria
Neoprivesa fuscovaria är en insektsart som beskrevs av William Lucas Distant 1917. Neoprivesa fuscovaria ingår i släktet Neoprivesa och familjen Ricaniidae. Inga underarter finns listade i Catalogue of Life.